# Michalis Dorizas
Michalis Dorizas (ur. 16 kwietnia 1886 w Stambule, zm. 21 października 1957 w Filadelfii) – grecki lekkoatleta, który specjalizował się w rzucie oszczepem.
Dwukrotny uczestnik igrzysk olimpijskich – Londyn 1908 oraz Sztokholm 1912. Podczas swojego pierwszego olimpijskiego startu zdobył srebrny medal w konkursie rzutu oszczepem stylem dowolnym. W Sztokholmie bez powodzenia startował w rzucie dyskiem oraz pchnięciu kulą. W roku 1906 wywalczył brązowy krążek olimpiady letniej w rzucie głazem.
Rekord życiowy: rzut oszczepem – 55,10 m (1907)